# Перетворення Мебіуса

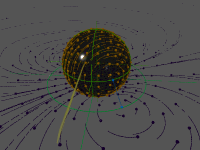
Перетворення на комплексній площині (сірим) та сфері Рімана (чорним)

В геометрії та комплексному аналізі перетворення Мебіуса комплексної площини є раціональною функцією однієї комплексної змінної вигляду
{\displaystyle f(z)={\frac {az+b}{cz+d}},}
де {\displaystyle z} — змінна, коефіцієнти {\displaystyle a}, {\displaystyle b}, {\displaystyle c}, {\displaystyle d} — комплексні числа, що задовольняють умову {\displaystyle ad-bc\neq 0}.
Геометрично перетворення Мебіуса можна отримати наступним шляхом:
- Виконати стереографічну проєкцію одиничної сфери у тривимірному просторі на площину.
- Повернути та перемістити сферу в нове положення та змінити орієнтацію в просторі.
- Виконати стереографічну проєкцію (з нового положення сфери) на площину.

Ці перетворення зберігають кути, відображають будь-яку пряму у пряму або коло, відображають будь-яке коло у пряму або коло.
Перетворення Мебіуса — це проєктивні перетворення комплексної проєктивної прямої.
Вони утворюють групу, яка називається групою Мебіуса, що є проєктивною групою {\displaystyle {\rm {PGL}}(2,\mathbb {C} )}.
Група Мебіуса разом з її підгрупами має численні застосування в математиці та фізиці.
Перетворення Мебіуса названо на честь Августа Фердинанда Мебіуса. Проте, для нього також використовують такі назви як: проєктивне перетворення, дробово-лінійне перетворення, або ж білінійне перетворення.

## Загальний огляд
Перетворення Мебіуса визначаються на розширеній комплексній площині {\displaystyle \mathbb {\widehat {C}} =\mathbb {C} \cup \left\{\infty \right\}} (тобто, комплексній площині, доповненій нескінченно віддаленою точкою).
Стереографічна проєкція ототожнює {\displaystyle \mathbb {\widehat {C}} } із сферою, яку прийнято називати сферою Рімана.
Також {\displaystyle \mathbb {\widehat {C}} } можна розглядати як комплексну проєктивну лінію {\displaystyle \operatorname {CP^{1}} }.
Перетворення Мебіуса — це бієктивне конформне відображення сфери Рімана самої на себе, тобто автоморфізм сфери Рімана як комплексного многовиду.
Також ці перетворення є автоморфізмами {\displaystyle \operatorname {CP^{1}} } як алгебраїчного многовиду.
Отже, сукупність усіх перетворень Мебіуса утворює групу відносно композиції.
Ця група називається групою Мебіуса і іноді позначається як {\displaystyle \operatorname {Aut} (\mathbb {\widehat {C}} )}.
Група Мебіуса є ізоморфною до групи ізометрій, що зберігають орієнтацію, гіперболічного простору, а тому відіграє важливу роль при вивченні гіперболічних 3-вимірних многовидів.
У фізиці одиничний компонент групи Лоренца діє на небесну сферу так само, як група Мебіуса діє на сферу Рімана.
Насправді ж ці дві групи є ізоморфними.
Спостерігач, який прискорюється до релятивістичних швидкостей, побачить візерунок із сузір'їв, який можна споглядати поблизу Землі, та який неперервно змінюється відповідно до інфінітезимальних перетворень Мебіуса.
Це спостереження часто приймають як вихідну точку теорії твісторів.
Певні підгрупи групи Мебіуса утворюють групи автоморфізмів інших однозв'язних поверхонь Рімана (комплексна площина та гіперболічна площина).
Таким чином, перетворення Мебіуса відіграють важливу роль у теорії поверхонь Рімана. Фундаментальна група кожної поверхні Рімана — це дискретна підгрупа групи Мебіуса (див. група Фукса та група Клейна).
Особливо важливою дискретною підгрупою групи Мебіуса є модулярна група, що займає центральне місце в теорії багатьох фракталів, модулярних форм, еліптичних кривих та рівнянь Пелля.
Перетворення Мебіуса можна більш загально визначити в просторах розмірності більшої за 2 як бієктивні конформні відображення n-сфери на n-сферу, які зберігають орієнтацію.
Таке перетворення є найбільш загальною формою конформного відображення сфери. Відповідно до теореми Ліувілля, перетворення Мебіуса можна виразити як композицію зсувів, подібностей, ортогональних перетворень та інверсій.

## Означення
Загальний вигляд перетворення Мебіуса задається формулою
{\displaystyle f(z)={\frac {az+b}{cz+d}},}
де {\displaystyle a}, {\displaystyle b}, {\displaystyle c}, {\displaystyle d} — будь-які комплексні числа, що задовольняють умову {\displaystyle ad-bc\neq 0}. Якщо {\displaystyle ad=bc}, то визначена вище раціональна функція є константою, оскільки
{\displaystyle f(z)={\frac {az+b}{cz+d}}={\frac {a(cz+d)}{c(cz+d)}}-{\frac {ad-bc}{c(cz+d)}}={\frac {a}{c}},}
a, отже, не розглядається у цьому випадку як перетворення Мебіуса.
У випадку {\displaystyle c\neq 0} це означення розширюється на всю сферу Рімана наступним чином:
{\displaystyle f\left({\frac {-d}{c}}\right)=\infty \qquad {\text{і}}\qquad f(\infty )={\frac {a}{c}}.}
Якщо {\displaystyle c=0}, то вважаємо
{\displaystyle f(\infty )=\infty .}
Таким чином, перетворення Мебіуса завжди є бієктивною голоморфною функцією, що відображає точки сфери Рімана у точки сфери Рімана.
Сукупність усіх перетворень Мебіуса утворює групу відносно композиції.
На цій групі можна задати структуру комплексного многовиду таким чином, щоб композиція та інверсія були голоморфними відображеннями.
Тоді група Мебіуса є групою Лі над комплексним полем.
Групу Мебіуса зазвичай позначають як {\displaystyle \operatorname {Aut} (\mathbb {\widehat {C}} )}, оскільки вона є групою автоморфізмів сфери Рімана.

## Нерухомі точки
Кожне перетворення Мебіуса, що не є тотожним, має дві нерухомі точки {\displaystyle \gamma _{1}} й {\displaystyle \gamma _{2}} на сфері Рімана. Слід звернути увагу на те, що нерухомі точки враховуються з урахуванням кратності; параболічними перетвореннями є ті, для яких нерухомі точки збігаються.
Будь-яка (або обидві) з цих нерухомих точок може бути нескінченно віддаленою точкою.

### Означення нерухомих точок
Нерухомі точки перетворення
{\displaystyle f(z)={\frac {az+b}{cz+d}}}
знаходяться як розв'язки рівняння {\displaystyle f(\gamma )=\gamma }.
При {\displaystyle c\neq 0} це рівняння має два корені, які отримуємо за допомогою його зведення до рівняння вигляду
{\displaystyle c\gamma ^{2}-(a-d)\gamma -b=0,}
що є квадратним рівнянням відносно {\displaystyle \gamma }, корені якого можна знайти за формулою
{\displaystyle \gamma _{1,2}={\frac {(a-d)\pm {\sqrt {(a-d)^{2}+4bc}}}{2c}}={\frac {(a-d)\pm {\sqrt {\Delta }}}{2c}}}
з дискримінантом рівним
{\displaystyle \Delta =(\operatorname {tr} {\mathfrak {H}})^{2}-4\det {\mathfrak {H}}=(a+d)^{2}-4(ad-bc).}
Параболічні перетворення мають співпадаючі нерухомі точки при нульовому дискримінанті.
При {\displaystyle c\neq 0} та ненульовому дискримінанті перетворення є еліптичним або гіперболічним.
При {\displaystyle c=0} квадратне рівняння вироджується у лінійне, а перетворення у свою чергу є лінійним.
Це відповідає ситуації, коли одна з нерухомих точок є нескінченно віддаленою точкою.
При {\displaystyle a\neq d} друга нерухома точка є скінченною і визначається як
{\displaystyle \gamma =-{\frac {b}{a-d}}.}
У цьому випадку перетворення буде простим, тобто таким, що утворюється композицією з зсувів, поворотів та розтягів:
{\displaystyle z\longmapsto \alpha z+\beta .}
Якщо {\displaystyle c=0} і {\displaystyle a=d}, то обидві нерухомі точки є нескінченно віддаленими, і перетворення Мебіуса відповідає чистим зсувам:
{\displaystyle z\longmapsto z+\beta }.

### Топологічне доведення
Топологічно той факт, що (нетотожні) перетворення Мебіуса фіксують 2 точки (з урахуванням кратності), відповідає характеристиці Ейлера-Пуанкаре сфери, що дорівнює {\displaystyle 2}
{\displaystyle \chi {\big (}{\widehat {\mathbb {C} }}{\big )}=2.}
По-перше, проєктивна лінійна група {\displaystyle {\rm {PGL}}(2,K)} є точно {\displaystyle 3}-транзитивною: для будь-яких двох упорядкованих трійок різних точок існує єдине відображення, яке змінює одну трійку на іншу, як і для перетворень Мебіуса, і з тим самим алгебраїчним доведенням (особливо, врахування розмірності, оскільки група є тривимірною).
Таким чином, будь-яке відображення, що фіксує принаймні {\displaystyle 3} точки, є тотожним.
Далі, ототожнюючи групу Мебіуса з групою {\displaystyle {\rm {PGL}}(2,\mathbb {C} )}, можна побачити, що будь-яка функція Мебіуса є гомотопічною до тотожної функції.
Дійсно, будь-який елемент загальної лінійної групи може бути зведений до тотожного відображення за допомогою методу Жордана-Гауса.
Це показує, що проєктивна лінійна група також є лінійно-зв'язною, забезпечуючи гомотопію до тотожного відображення.
Теорема Лефшеца про нерухому точку стверджує, що сума індексів (у цьому контексті, кратності) нерухомих точок відображення з скінченною кількістю нерухомих точок дорівнює числу Лефшеца відображення, що в цьому випадку є слідом тотожного відображення на гомологічних групах, який є просто характеристикою Ейлера.
Зауважимо, що проєктивна лінійна група дійсної проєктивної прямої {\displaystyle {\rm {PGL}}(2,\mathbb {R} )} може не фіксувати жодних точок.
Наприклад, {\displaystyle {\frac {1+x}{1-x}}} не має (дійсних) нерухомих точок: хоча як комплексне перетворення воно фіксує точки {\displaystyle \pm {\rm {i}}}, ; тоді як відображення {\displaystyle 2x} фіксує дві точки {\displaystyle 0} і {\displaystyle \infty }.
Це відповідає тому факту, що характеристика Ейлера кола (дійсної проєктивної прямої) дорівнює {\displaystyle 0}, і, отже, теорема Лефшеца про нерухому точку говорить лише про те, що воно повинно фіксувати принаймні {\displaystyle 0} точок, але, можливо, і більше.

### Нормальна форма
Перетворення Мебіуса також іноді записують через їхні нерухомі точки, тобто у так званій нормальній формі.
Спочатку розглянемо непараболічний випадок, для якого існує дві різні нерухомі точки.
Непараболічний випадок:
Будь-яке непараболічне перетворення є спряженим до розтягу/повороту, тобто перетворенням вигляду:
{\displaystyle z\longmapsto kz,}
{\displaystyle (k\in \mathbb {C} )} з нерухомими точками {\displaystyle 0} та {\displaystyle \infty }.
Щоб показати це, розглянемо відображення
{\displaystyle g(z)={\frac {z-\gamma _{1}}{z-\gamma _{2}}},}
яке відображає точки {\displaystyle \gamma _{1}} і {\displaystyle \gamma _{2}} у точки {\displaystyle 0} та {\displaystyle \infty }. Припускаємо, що точки {\displaystyle \gamma _{1}} і {\displaystyle \gamma _{2}} є різними та скінченними. Якщо одна з них є нескінченно віддаленою точкою, то {\displaystyle g} можна змінити так, щоб зафіксувати нескінченність і відобразити іншу точку у {\displaystyle 0}.
Якщо {\displaystyle f} має різні нерухомі точки {\displaystyle \gamma _{1}} і {\displaystyle \gamma _{2}}, то перетворення {\displaystyle gfg^{-1}} має нерухомі точки в {\displaystyle 0} та {\displaystyle \infty }, а тому є розтягом: {\displaystyle gfg^{-1}(z)=kz}.
Тоді рівняння для нерухомих точок перетворення {\displaystyle f} можна записати наступним чином:
{\displaystyle {\frac {f(z)-\gamma _{1}}{f(z)-\gamma _{2}}}=k\cdot {\frac {z-\gamma _{1}}{z-\gamma _{2}}}}.
Розв'язавши відносно {\displaystyle f} отримуємо (у матричній формі):
{\displaystyle {\mathfrak {H}}(k;\gamma _{1},\gamma _{2})={\begin{pmatrix}\gamma _{1}-k\gamma _{2}&(k-1)\gamma _{1}\gamma _{2}\\1-k&k\gamma _{1}-\gamma _{2}\end{pmatrix}}},
або якщо одна з нерухомих точок є нескінченно віддаленою:
{\displaystyle {\mathfrak {H}}(k;\gamma ,\infty )={\begin{pmatrix}k&(1-k)\gamma \\0&1\end{pmatrix}}.}
З наведених вище виразів можна обчислити значення похідної {\displaystyle f} у нерухомих точках:
{\displaystyle f'(\gamma _{1})=k\qquad {\text{і}}\qquad f'(\gamma _{2})={\frac {1}{k}}}.
Зауважимо, що фіксуючи порядок нерухомих точок,  можемо виокремити один із множників {\displaystyle (k)} відображення {\displaystyle f} як характеристичну константу {\displaystyle f}. Зміна порядку нерухомих точок еквівалентна до використання оберненого множника як характеристичної константи:
{\displaystyle {\mathfrak {H}}(k;\gamma _{1},\gamma _{2})={\mathfrak {H}}\left({\frac {1}{k}};\gamma _{2},\gamma _{1}\right)}.
Для локсодромних перетворень, при {\displaystyle |k|>1}, говорять, що {\displaystyle \gamma _{1}} — відштовхувальна нерухома точка, а {\displaystyle \gamma _{2}} — притягальна нерухома точка. Для {\displaystyle |k|<1}, ролі точок змінюються.
Параболічний випадок:
У параболічному випадку існує лише одна нерухома точка {\displaystyle \gamma }.
Перетворення, що ставить цій точці у відповідність {\displaystyle \infty }, має вигляд
{\displaystyle g(z)={\frac {1}{z-\gamma }}},
або є тотожним, якщо {\displaystyle \gamma } вже є нескінченно віддаленою точкою. Перетворення {\displaystyle gfg^{-1}} фіксує нескінченність, а, отже, є зсувом:
{\displaystyle gfg^{-1}(z)=z+\beta }.
Тут {\displaystyle \beta } називається довжиною зсуву.
Тоді формула для нерухомої точки параболічного перетворення має вигляд
{\displaystyle {\frac {1}{f(z)-\gamma }}={\frac {1}{z-\gamma }}+\beta }.
Розв'язавши відносно {\displaystyle f} отримуємо (у матричній формі):
{\displaystyle {\mathfrak {H}}(\beta ;\gamma )={\begin{pmatrix}1+\gamma \beta &-\beta \gamma ^{2}\\\beta &1-\gamma \beta \end{pmatrix}}}
або якщо {\displaystyle \gamma =\infty }:
{\displaystyle {\mathfrak {H}}(\beta ;\infty )={\begin{pmatrix}1&\beta \\0&1\end{pmatrix}}.}
Зауважимо, що {\displaystyle \beta } не є характеристичною константою {\displaystyle f}, яка завжди дорівнює {\displaystyle 1} для параболічного перетворення.
З наведених співвідношень знаходимо:
{\displaystyle f'(\gamma )=1}.

## Полюси перетворень
Точка {\displaystyle z_{\infty }=-{\frac {d}{c}}}, яку {\displaystyle {\mathfrak {H}}} відображає у нескінченно віддалену точку, називається полюсом {\displaystyle {\mathfrak {H}}}.
Обернений полюс {\displaystyle Z_{\infty }={\frac {a}{c}}} — це точка, в яку відображається нескінченно віддалена точка.
Точка, що знаходиться на однаковій відстані від двох полюсів, завжди збігається з точкою, що лежить рівно посередині між двома нерухомими точками:
{\displaystyle \gamma _{1}+\gamma _{2}=z_{\infty }+Z_{\infty }}.
Ці чотири точки є вершинами паралелограма, який іноді називають характеристичним паралелограмом перетворення.
Перетворення {\displaystyle {\mathfrak {H}}} можна визначити за допомогою двох нерухомих точок {\displaystyle \gamma _{1}}, {\displaystyle \gamma _{2}} та полюса {\displaystyle z_{\infty }}:
{\displaystyle {\mathfrak {H}}={\begin{pmatrix}Z_{\infty }&-\gamma _{1}\gamma _{2}\\1&-z_{\infty }\end{pmatrix}},\qquad Z_{\infty }=\gamma _{1}+\gamma _{2}-z_{\infty }}.
Це дозволяє нам отримати формулу для перетворення між {\displaystyle k} та {\displaystyle z_{\infty }} з урахуванням {\displaystyle \gamma _{1}}, {\displaystyle \gamma _{2}}:
{\displaystyle z_{\infty }={\frac {k\gamma _{1}-\gamma _{2}}{1-k}}}
{\displaystyle k={\frac {\gamma _{2}-z_{\infty }}{\gamma _{1}-z_{\infty }}}={\frac {Z_{\infty }-\gamma _{1}}{Z_{\infty }-\gamma _{2}}}={\frac {a-c\gamma _{1}}{a-c\gamma _{2}}},}
що зводиться до вигляду
{\displaystyle k={\frac {(a+d)+{\sqrt {(a-d)^{2}+4bc}}}{(a+d)-{\sqrt {(a-d)^{2}+4bc}}}}}.
Останнє співвідношення співпадає з однією (взаємнообернених) з часток {\displaystyle {\frac {\lambda _{1}}{\lambda _{2}}}} власних значень матриці
{\displaystyle {\mathfrak {H}}={\begin{pmatrix}a&b\\c&d\end{pmatrix}}},
що визначає перетворення (зверніть увагу на інформацію, наведену в попередньому розділі щодо характеристичних констант перетворення). Характеристичний поліном даного перетворення дорівнює
{\displaystyle \det(\lambda I_{2}-{\mathfrak {H}})=\lambda ^{2}-\operatorname {tr} {\mathfrak {H}}\lambda +\det {\mathfrak {H}}=\lambda ^{2}-(a+d)\lambda +(ad-bc)},
та має два корені
{\displaystyle \lambda _{i}={\frac {(a+d)\pm {\sqrt {(a-d)^{2}+4bc}}}{2}}={\frac {(a+d)\pm {\sqrt {(a+d)^{2}-4(ad-bc)}}}{2}}=c\gamma _{i}+d\ .}

## Прості перетворення Мебіуса та композиція
Перетворення Мебіуса можна представити як композицію послідовності простих перетворень.
Нижченаведені прості перетворення також є перетвореннями Мебіуса:
- {\displaystyle f(z)=z+b(a=1,c=0,d=1)} — паралельне перенесення;
- {\displaystyle f(z)=az\quad (b=0,c=0,d=1)} — комбінацією гомотетії та обертання; якщо {\displaystyle |a|=1}, то перетворення є поворотом, а якщо {\displaystyle a\in \mathbb {R} } — гомотетією;
- {\displaystyle f(z)={\frac {1}{z}}\quad (a=0,b=1,c=1,d=0)} — інверсія та  відбиття відносно дійсної осі.

### Композиція простих перетворень
Якщо {\displaystyle c\neq 0}, то
- {\displaystyle f_{1}(z)=z+{\frac {d}{c}}} — паралельне перенесення на відстань {\displaystyle {\frac {d}{c}}};
- {\displaystyle f_{2}={\frac {1}{z}}}  — інверсія та відбиття відносно дійсної осі;
- {\displaystyle f_{3}={\frac {bc-ad}{c^{2}}}\cdot z}  — гомотетія та поворот;
- {\displaystyle f_{4}=z+{\frac {a}{c}}} — паралельне перенесення  на відстань {\displaystyle {\frac {a}{c}}}.

Тоді композиція цих визначає перетворення Мебіуса:
{\displaystyle f_{4}\circ f_{3}\circ f_{2}\circ f_{1}(z)=f(z)={\frac {az+b}{cz+d}}.}
Тобто
{\displaystyle {\frac {az+b}{cz+d}}={\frac {a}{c}}+{\frac {e}{z+{\frac {d}{c}}}},\qquad {\text{де}}\quad e={\frac {bc-ad}{c^{2}}}.}
За допомогою цього представлення стають очевидними багато властивостей перетворень Мебіуса.

## Елементарні властивості
Перетворення Мебіуса еквівалентні послідовності більш простих перетворень. З огляду на таку композиція багато властивостей перетворень Мебіуса є очевидними.

### Формула для оберненого перетворення
Існування оберненого перетворення Мебіуса та його запис у явній формі можна легко вивести за допомогою композиції обернених функцій простіших перетворень. Тобто, визначимо функції {\displaystyle g_{1}}, {\displaystyle g_{2}}, {\displaystyle g_{3}}, {\displaystyle g_{4}} таким чином, щоб кожна {\displaystyle g_{i}} була оберненою до {\displaystyle f_{i}}. Тоді композиція
{\displaystyle g_{1}\circ g_{2}\circ g_{3}\circ g_{4}(z)=f^{-1}(z)={\frac {dz-b}{-cz+a}}}
є формулою оберненого перетворення.

### Збереження кутів та узагальнених кіл
З цього розкладу бачимо, що перетворення Мебіуса мають усі нетривіальні властивості інверсії кола. Наприклад, доведення властивості про збереження кутів зводиться до доведення того, що інверсія кола зберігає кути, оскільки інші типи перетворень — розтяги й ізометрії (паралельне перенесення, відбиття, поворот), які тривіально зберігають кути.
Крім того, перетворення Мебіуса відображають узагальнені кола в узагальнені кола, оскільки інверсія кола має цю властивість. Узагальнене коло — це або коло, або пряма; пряма розглядається як коло за рахунок точки на нескінченності. Зуважимо, що перетворення Мебіуса не обов'язково відображає кола у кола, а лінії у лінії: воно може перетворювати їх одне на одне. Навіть якщо перетворення відображає коло в інше коло, воно не обов'язково відображає центр першого кола у центр другого кола.

### Збереження подвійного відношення
Подвійні відношення є інваріантними щодо перетворень Мебіуса. Тобто, якщо перетворення Мебіуса відображає чотири різні точки {\displaystyle z_{1}}, {\displaystyle z_{2}}, {\displaystyle z_{3}}, {\displaystyle z_{4}} відповідно у чотири різні точки {\displaystyle w_{1}}, {\displaystyle w_{2}}, {\displaystyle w_{3}}, {\displaystyle w_{4}}, то
{\displaystyle {\frac {(z_{1}-z_{3})(z_{2}-z_{4})}{(z_{2}-z_{3})(z_{1}-z_{4})}}={\frac {(w_{1}-w_{3})(w_{2}-w_{4})}{(w_{2}-w_{3})(w_{1}-w_{4}}}.}
Якщо одна з точок {\displaystyle z_{1}}, {\displaystyle z_{2}}, {\displaystyle z_{3}}, {\displaystyle z_{4}} є нескінченно віддаленою точкою, то подвійне відношення можна визначити, взявши відповідну границю; наприклад, подвійне відношення {\displaystyle z_{1}}, {\displaystyle z_{2}}, {\displaystyle z_{3}}, {\displaystyle \infty }  буде дорівнювати
{\displaystyle {\frac {(z_{1}-z_{3})}{(z_{2}-z_{3})}}.}
Подвійне відношення чотирьох різних точок є дійсним тоді і тільки тоді, коли через них проходить пряма або коло. Це інший шлях доведення того, що перетворення Мебіуса зберігають узагальнені кола.

### Спряження
Дві точки {\displaystyle z_{1}} і {\displaystyle z_{2}} називаються спряженими відносно узагальненого кола {\displaystyle C},
якщо задане узагальнене коло {\displaystyle D} проходить через точки {\displaystyle z_{1}} і {\displaystyle z_{2}}, а також перетинає {\displaystyle C} у двох точках {\displaystyle a} та {\displaystyle b},
так що точки {\displaystyle (z_{1},z_{2};a,b)} перебувають у подвійному гармонійному відношенні (тобто їх подвійне відношення дорівнює {\displaystyle -1}). Дана властивість не залежить від вибору кола {\displaystyle D},  і іноді її називають симетричною відносно прямої чи кола.
Дві точки {\displaystyle z}, {\displaystyle z^{*}} є спряженими відносно деякої прямої, якщо вони є симетричними відносно неї. Дві точки є спряженими відносно кола, якщо вони відображаються одна в одну при інверсії відносно цього кола.
Точку {\displaystyle z^{*}}, спряжену до {\displaystyle z}, коли пряма {\displaystyle L} визначається на основі вектора {\displaystyle {\rm {e}}^{{\rm {i}}\theta }} у точці {\displaystyle z_{0}}, можна задати наступним чином:
{\displaystyle z^{*}=e^{2i\theta }{\overline {z-z_{0}}}+z_{0}.}
Точку {\displaystyle z^{*}}, спряжену до {\displaystyle z}, коли {\displaystyle C} є колом радіуса {\displaystyle r} з центром у точці {\displaystyle z_{0}}, можна визначити як
{\displaystyle z^{*}={\frac {r^{2}}{\overline {z-z_{0}}}}+z_{0}.}
Оскільки перетворення Мебіуса зберігають узагальнені кола та подвійні відношення, вони зберігають також і спряження.

### Проєктивні матричні представлення
Звичайна дія групи {\displaystyle {\rm {PGL}}(2,\mathbb {C} )} на комплексну проєктивну пряму {\displaystyle {\mathbb {CP} }^{1}} це те ж саме, що і звичайна дія групи Мебіуса на сферу Рімана, де проективна лінія {\displaystyle {\mathbb {CP} }^{1}} та сфера Рімана визначаються наступним чином:
{\displaystyle [z_{1}:z_{2}]\sim [z_{1}/z_{2},1].}
Тут {\displaystyle [z_{1}:z_{2}]} — однорідні координати на {\displaystyle {\mathbb {CP} }^{1}}; точка {\displaystyle [1:0]} відповідає точці {\displaystyle \infty } сфери Рімана. Використовуючи однорідні координати, можна спростити багато конкретних обчислень, що включають в себе перетворення Мебіуса, оскільки не потрібно розрізняти випадки, що стосуються {\displaystyle \infty }.
З кожною невиродженою комплексною матрицею розміру {\displaystyle 2\times 2}
{\displaystyle {\mathfrak {H}}={\begin{pmatrix}a&c\\b&d\end{pmatrix}}}
можемо пов'язати перетворення Мебіуса
{\displaystyle [z,\ 1]{\begin{pmatrix}a&c\\b&d\end{pmatrix}}=[az+b,cz+d]=\left[{\frac {az+b}{cz+d}},1\right]=f(z).}
Умова {\displaystyle ad-bc\neq 0} еквівалентна тому, що визначник вищезазначеної матриці не дорівнює нулю, тобто для матриці існує обернена.
Неважко перевірити, що в такому випадку добуток двох матриць можна ототожнити з композицією двох відповідних перетворень Мебіуса. Іншими словами, відображення
{\displaystyle \pi \colon \ \operatorname {GL} (2,\mathbb {C} )\to \operatorname {Aut} ({\widehat {\mathbb {C} }})}
загальної лінійної групи {\displaystyle \operatorname {GL} (2,\mathbb {C} )} на групу Мебіуса, що ставить у відповідність матриці {\displaystyle {\mathfrak {H}}} перетворення {\displaystyle f}, є гомоморфізмом груп.
Зауважимо, що будь-яка матриця, яка отримана шляхом множення матриці {\displaystyle {\mathfrak {H}}} на комплексне число {\displaystyle \lambda }, визначає одне і те ж перетворення, тому перетворення Мебіуса визначає свою матрицю з точністю до сталих множників. Іншими словами: ядро {\displaystyle \pi } складається з усіх скалярних множників одиничної матриці {\displaystyle I}, і перша теорема про ізоморфізми теорії груп стверджує, що фактор-група {\displaystyle \operatorname {GL} (2,\mathbb {C} )/((\mathbb {C} /{0})I)} є ізоморфною до групи Мебіуса. Ця фактор-група відома як проєктивна лінійна група і зазвичай позначається як {\displaystyle {\rm {PGL}}(2,\mathbb {C} )},
{\displaystyle \operatorname {Aut} ({\widehat {\mathbb {C} }})\cong \operatorname {PGL} (2,\mathbb {C} ).}
Те саме ототожнення групи {\displaystyle {\rm {PGL}}(2,\mathbb {K} )} з групою дробових лінійних перетворень та з групою проєктивних лінійних автоморфізмів проєктивної лінії має місце над будь-яким полем {\displaystyle \mathbb {K} }. Це цікаво з алгебраїчної точки зору, зокрема для скінченних полів, хоча випадок комплексних чисел є найбільш цікавим з геометричної точки зору).
Якщо обмежитися матрицями {\displaystyle {\mathfrak {H}}} з визначниками рівними одиниці, то відображення {\displaystyle \pi } в свою чергу обмежуватиметься сюр'єктивним відображенням спеціальної лінійної групи {\displaystyle \operatorname {SL} (2,\mathbb {C} )} на групу Мебіуса; за цих обмежень ядро формується з плюс та мінус одиниці, а фактор-група {\displaystyle \operatorname {SL} (2,\mathbb {C} /{\pm I})}, яка позначається як {\displaystyle \operatorname {PSL} (2,\mathbb {C} )}, також є ізоморфною групі Мебіуса:
{\displaystyle \operatorname {Aut} ({\widehat {\mathbb {C} }})\cong \operatorname {PSL} (2,\mathbb {C} ).}
Звідси випливає, що група Мебіуса — це тривимірна комплексна група Лі (або {\displaystyle 6}-вимірна дійсна група Лі). Це напівпроста некомпактна група Лі.
Зауважимо, що є рівно дві матриці з одиничним визначником, які можна використовувати для представлення будь-якого перетворення Мебіуса. Тобто {\displaystyle \operatorname {SL} (2,\mathbb {C} )} є подвійним накриттям для групи {\displaystyle \operatorname {PSL} (2,\mathbb {C} )}. Оскільки група {\displaystyle \operatorname {SL} (2,\mathbb {C} )} є однозв'язною, то вона є універсальним накриттям для групи Мебіуса. Отже, для групи Мебіуса фундаментальною групою є група {\displaystyle \mathbb {Z} _{2}}.

### Визначення перетворення за трьома точками
Нехай задано набір з трьох різних точок {\displaystyle z_{1}}, {\displaystyle z_{2}}, {\displaystyle z_{3}} на сфері Рімана й другий набір з різних точок {\displaystyle w_{1}}, {\displaystyle w_{2}}, {\displaystyle w_{3}}, то існує лише одне перетворення Мебіуса {\displaystyle f(z)} таке, що {\displaystyle f(z_{i})=w_{i}} для {\displaystyle i=1,2,3}. (Іншими словами, дія групи Мебіуса на сферу Рімана є точно 3-транзитивною). Існує декілька способів визначити {\displaystyle f(z)} за заданим набором точок.

### Відображення в0{\displaystyle 0},1{\displaystyle 1},∞{\displaystyle \infty }
Неважко перевірити, що перетворення Мебіуса
{\displaystyle f_{1}(z)={\frac {(z-z_{1})(z_{2}-z_{3})}{(z-z_{3})(z_{2}-z_{1})}}}
з матрицею
{\displaystyle {\mathfrak {H}}_{1}={\begin{pmatrix}z_{2}-z_{3}&-z_{1}(z_{2}-z_{3})\\z_{2}-z_{1}&-z_{3}(z_{2}-z_{1})\end{pmatrix}}}
відображає {\displaystyle z_{1}}, {\displaystyle z_{2}}, {\displaystyle z_{3}} в {\displaystyle 0}, {\displaystyle 1} та {\displaystyle \infty } відповідно.
Якщо одна з точок {\displaystyle z_{i}} рівна {\displaystyle \infty }, то правильну формулу для {\displaystyle {\mathfrak {H}}_{1}} отримуємо з наведеної вище, поділивши спочатку всі елементи на {\displaystyle z_{i}}, а потім перейшовши до границі при {\displaystyle z_{i}\rightarrow \infty }.
Якщо {\displaystyle {\mathfrak {H}}_{2}} визначено аналогічно для відображення {\displaystyle w_{1}}, {\displaystyle w_{2}}, {\displaystyle w_{3}} в {\displaystyle 0}, {\displaystyle 1} та {\displaystyle \infty }, то матриця {\displaystyle {\mathfrak {H}}}, яка відображає {\displaystyle z_{1,2,3}} в {\displaystyle w_{1,2,3}}, визначається як
{\displaystyle {\mathfrak {H}}={{\mathfrak {H}}_{2}}^{-1}{\mathfrak {H}}_{1}.}
Стабілізатор для {\displaystyle \{0,1,\infty \}} (як невпорядкований набір) — це підгрупа, також відома як ангармонічна група.

### Явна формула визначника
Рівняння
{\displaystyle w={\frac {az+b}{cz+d}}}
еквівалентне рівнянню звичайної гіперболи
{\displaystyle cwz-az+dw-b=0}
на {\displaystyle (z,w)}-площині.
Таким чином, проблема побудови перетворення Мебіуса {\displaystyle {\mathfrak {H}}(z)}, що відображає трійку {\displaystyle (z_{1},z_{2},z_{3})} в іншу трійку {\displaystyle (w_{1},w_{2},w_{3})}, еквівалентна знаходженню коефіцієнтів {\displaystyle a}, {\displaystyle b}, {\displaystyle c}, {\displaystyle d} гіперболи, що проходить через точки {\displaystyle (z_{i},w_{i})}.
Явну формулу можна знайти, обчисливши визначник
{\displaystyle \det {\begin{pmatrix}zw&z&w&1\\z_{1}w_{1}&z_{1}&w_{1}&1\\z_{2}w_{2}&z_{2}&w_{2}&1\\z_{3}w_{3}&z_{3}&w_{3}&1\end{pmatrix}}}
застосовуючи теорему Лапласа до першого рядка.
У результаті, отримуємо формули
{\displaystyle a=\det {\begin{pmatrix}z_{1}w_{1}&w_{1}&1\\z_{2}w_{2}&w_{2}&1\\z_{3}w_{3}&w_{3}&1\end{pmatrix}},}
{\displaystyle b=\det {\begin{pmatrix}z_{1}w_{1}&z_{1}&w_{1}\\z_{2}w_{2}&z_{2}&w_{2}\\z_{3}w_{3}&z_{3}&w_{3}\end{pmatrix}},}
{\displaystyle c=\det {\begin{pmatrix}z_{1}&w_{1}&1\\z_{2}&w_{2}&1\\z_{3}&w_{3}&1\end{pmatrix}},}
{\displaystyle d=\det {\begin{pmatrix}z_{1}w_{1}&z_{1}&1\\z_{2}w_{2}&z_{2}&1\\z_{3}w_{3}&z_{3}&1\end{pmatrix}}}
для коефіцієнтів {\displaystyle a}, {\displaystyle b}, {\displaystyle c}, {\displaystyle d}, що утворюють матрицю
{\displaystyle {\mathfrak {H}}={\begin{pmatrix}a&b\\c&d\end{pmatrix}}.}
Побудована матриця {\displaystyle {\mathfrak {H}}} має визначник, що дорівнює
{\displaystyle (z_{1}-z_{2})(z_{1}-z_{3})(z_{2}-z_{3})(w_{1}-w_{2})(w_{1}-w_{3})(w_{2}-w_{3}),}
який не рівний нулю, якщо {\displaystyle w_{i}} (відповідно {\displaystyle z_{i}}) є попарно різними, тоді перетворення Мебіуса є добре визначеним.
Якщо одна з точок {\displaystyle z_{i}} або {\displaystyle w_{i}} дорівнює {\displaystyle \infty }, то спочатку ділимо всі чотири визначника на цю змінну, а потім переходимо до границі при прямувані цієї змінної до {\displaystyle \infty }.

## Підгрупи групи Мебіуса
Якщо накласти вимогу, що коефіцієнти {\displaystyle a}, {\displaystyle b}, {\displaystyle c}, {\displaystyle d} перетворення Мебіуса є дійсними числами та задовольняють умову {\displaystyle ad-bc=1}, то в результаті отримаємо підгрупу групи Мебіуса, яка позначається як {\displaystyle \operatorname {PSL} (2,\mathbb {R} )}.
Це група тих перетворень Мебіуса, які відображають верхню півплощину {\displaystyle H=x+{\rm {i}}y\colon y>0} в саму себе; ці перетворення є еквівалентними  групі всіх біголоморфних (іншими словами: бієктивних, конформних та  тих, що зберігають орієнтацію) відображень {\displaystyle H\rightarrow H}.
Якщо ввести відповідну метрику, то верхня півплощина перетворюється на модель гіперболічної площини {\displaystyle H^{2}}, модель Пуанкаре у верхній півплощині, а {\displaystyle \operatorname {PSL} (2,\mathbb {R} )} є групою всіх ізометрій {\displaystyle H^{2}} у цій моделі, що зберігають орієнтацію.
Підгрупа групи всіх перетворень Мебіуса, що відображає відкритий диск {\displaystyle D=z\colon |z|<1} в себе, складається з усіх перетворень вигляду
{\displaystyle f(z)={\rm {e}}^{{\rm {i}}\phi }{\frac {z+b}{{\bar {b}}z+1}},}
де {\displaystyle \phi \in \mathbb {R} }, {\displaystyle b\in \mathbb {C} } і {\displaystyle |b|<1}.
Ці перетворення еквівалентні  групі всіх біголоморфних (іншими словами: бієктивних та тих, що зберігають орієнтацію й кути) відображень {\displaystyle D\rightarrow D}.
Якщо ввести відповідну метрику, відкритий диск перетвориться на іншу модель гіперболічної площини, конформно-евклідову модель, а ця група є групою всіх ізометрій {\displaystyle H^{2}} у цій моделі, що зберігають орієнтацією.
Оскільки обидві вищезазначені підгрупи є групами ізометрій {\displaystyle H^{2}}, то вони є ізоморфними. Явний ізоморфізм визначається за допомогою спряження перетворення
{\displaystyle f(z)={\frac {z+{\rm {i}}}{{\rm {i}}z+1}},}
яке бієктивно відображає одиничний відкритий диск у верхню півплощину.
Як альтернативу розглянемо відкритий диск радіуса {\displaystyle r} з центром у точці {\displaystyle r{\rm {i}}}. Модель диску Пуанкаре на цьому диску стає ідентичною до моделі верхньої півплощини, коли {\displaystyle r} прямує до {\displaystyle \infty }.
Максимальна компактна підгрупа групи Мебіуса {\displaystyle {\mathcal {M}}} визначається як\footnote{Tóth 2002, Section 1.2, Rotations and Möbius Transformations, p. 22}
{\displaystyle {\mathcal {M}}_{0}:=\left\{z\mapsto {\frac {uz-{\bar {v}}}{vz+{\bar {u}}}}\colon |u|^{2}+|v|^{2}=1\right\},}
і відповідає при ізоморфізм {\displaystyle {\mathcal {M}}\cong \operatorname {PSL} (2,\mathbb {C} )} проєктивній спеціальній унітарній групі {\displaystyle \operatorname {PSU} (2,\mathbb {C} )}, яка ізоморфна спеціальній ортогональній групі {\displaystyle \operatorname {SO} (3)} поворотів у тривимірному просторі, і може бути проінтерпретована як повороти сфери Рімана.
Будь-яка скінченна підгрупа спряжена максимальній компактній групі, і, отже, вони в точності відповідають групам багатогранника, точковим групам у тривимірному просторі.
Ікосаедричні групи перетворень Мебіуса Фелікс Кляйн використовував для отримання аналітичного розв'язку рівняння п'ятого степеня в (Tóth, 2002).; сучасне пояснення наведене в (Tóth, 2002).
Якщо накласти вимогу, щоб коефіцієнти {\displaystyle a}, {\displaystyle b}, {\displaystyle c}, {\displaystyle d} перетворення Мебіуса були цілими числами та задовольняли умову {\displaystyle ad-bc=1}, то отримаємо модулярну групу {\displaystyle \operatorname {PSL} (2,\mathbb {Z} )}, дискретну підгрупу групи {\displaystyle \operatorname {PSL} (2,\mathbb {R} )}, яка важлива при дослідженні граток на комплексній площині, еліптичних функцій та еліптичних кривих. Дискретні підгрупи групи {\displaystyle \operatorname {PSL} (2,\mathbb {R} )} відомі як групи Фукса; вони  важливі при вивченні поверхонь Рімана.

## Класифікація

A hyperbolic transformation is shown. Попередні зображення одиничного кола — це кола Аполлонія зі співвідношенням відстані c/a та фокусами в −b/a та −d/c. Для одних і тих же фокусів −b/a та −d/c червоні кола відображені в промені через початок координат.

Надалі вважатимемо, що матриця {\displaystyle {\mathfrak {H}}} нормована таким чином, що {\displaystyle \det {\mathfrak {H}}=ad-bc=1}.
Неодиничні перетворення Мебіуса зазвичай поділяються на чотири типи: параболічні, еліптичні, гіперболічні та локсодромні; причому гіперболічні перетворення є підкласом локсодромних.
Класифікація має як алгебраїчне так і геометричне обґрунтування.
Геометрично, різні типи призводять до різних перетворень комплексної площини, як це показано на рисунках нижче.
Чотири типи перетворень можна визначити за допомогою сліду його матриці {\displaystyle \operatorname {tr} {\mathfrak {H}}=a+d}.
Зауважимо, що слід є інваріантним при спряженні, тобто
{\displaystyle \operatorname {tr} {\mathfrak {GHG}}^{-1}=\operatorname {tr} {\mathfrak {H}},}
і тому кожен член класу спряження матиме однаковий слід.
Будь-яке перетворення Мебіуса може бути записане таким чином, що його матриця {\displaystyle {\mathfrak {H}}} має одиничний визначник (шляхом домноження елементів матриці на відповідний скаляр). Два перетворення Мебіуса {\displaystyle {\mathfrak {H}}}, {\displaystyle {\mathfrak {H}}'} (обидва не є рівносильними до тотожного перетворення) для яких виконується умова {\displaystyle \det {\mathfrak {H}}=\det {\mathfrak {H}}'=1} є спряженими тоді і лише тоді, коли {\displaystyle \operatorname {tr} ^{2}{\mathfrak {H}}=\operatorname {tr} ^{2}{\mathfrak {H}}'}.

### Параболічні перетворення
Неодиничне перетворення Мебіуса, визначене матрицею {\displaystyle {\mathfrak {H}}} з визначником рівним одиниці, називається параболічним, якщо
{\displaystyle \operatorname {tr} ^{2}{\mathfrak {H}}=(a+d)^{2}=4}
(отже, слід матриці дорівнює плюс або мінус {\displaystyle 2}; будь-яке перетворення з матрицею {\displaystyle {\mathfrak {H}}} може звестися до даного, оскільки його матриця визначається лише з точністю до знаку).
Насправді, один із варіантів для {\displaystyle {\mathfrak {H}}} має той самий характеристичний многочлен {\displaystyle x^{2}-2x+1}, що і одинична матриця, а тому є уніпотентним.
Перетворення Мебіуса є параболічним тоді й тільки тоді, коли воно має рівно одну нерухому точку в розширеній комплексній площині {\displaystyle {\widehat {\mathbb {C} }}=\mathbb {C} \cup \{\infty \}}, що можливо лише тоді, коли це перетворення визначається матрицею, спряженою до
{\displaystyle {\begin{pmatrix}1&1\\0&1\end{pmatrix}},}
що описує зсув на комплексній площині.
Сукупність усіх параболічних перетворень Мебіуса із заданою нерухомою точкою в {\displaystyle {\widehat {\mathbb {C} }}} разом з тотожним перетворенням утворює підгрупу, ізоморфну групі матриць
{\displaystyle \left\{{\begin{pmatrix}1&b\\0&1\end{pmatrix}}{\bigg |}b\in \mathbb {C} \right\};}
це приклад уніпотентного радикала підгрупи Бореля (групи Мебіуса або {\displaystyle \operatorname {SL} (2,\mathbb {C} )} для матричної групи; поняття визначено для будь-якої редуктивної групи Лі).

### Характеристичні константи
Кожне непараболічне перетворення має дві нерухомі точки і визначається матрицею, спряженою до матриці
{\displaystyle {\begin{pmatrix}\lambda &0\\0&\lambda ^{-1}\end{pmatrix}}}
із комплексним числом {\displaystyle \lambda }, що не дорівнює {\displaystyle 0}, {\displaystyle 1} або {\displaystyle -1}, яке відповідає розтягу/повороту шляхом множення на комплексне число {\displaystyle k=\lambda ^{2}}, що називається характеристичною константою або множником перетворення.

### Еліптичні перетворення

Діаграма Вольтера-Сміта, що використовується в електротехніці для аналізу ліній зв'язку, є візуальним зображенням еліптичних перетворень Мебіуса. Кожна точка на діаграмі Вольтера-Сміта одночасно представляє як значення z (знизу зліва), так і відповідне значення Γ (знизу справа), для |Γ |<1.

Кажуть, що перетворення є еліптичним, якщо воно може бути представлене матрицею {\displaystyle {\mathfrak {H}}}, слід якої є дійсним числом та задовольняє умову
{\displaystyle 0\leq \operatorname {tr} ^{2}{\mathfrak {H}}<4.}
Перетворення є еліптичним тоді і лише тоді, коли {\displaystyle |\lambda |=1} і {\displaystyle \lambda \neq \pm 1}. Якщо {\displaystyle \lambda } представлене у вигляді {\displaystyle \lambda ={\rm {e}}^{{\rm {i}}\alpha }}, то еліптичне перетворення є спряженим до
{\displaystyle {\begin{pmatrix}\cos \alpha &-\sin \alpha \\\sin \alpha &\cos \alpha \end{pmatrix}},}
де {\displaystyle \lambda } — дійсне число.
Зауважимо, що для будь-якої матриці {\displaystyle {\mathfrak {H}}} з характеристичною константою {\displaystyle k}, характеристична константа матриці {\displaystyle {\mathfrak {H}}^{n}}  дорівнює {\displaystyle k^{n}}.
Таким чином, усі перетворення Мебіуса скінченного порядку є еліптичними перетвореннями, тобто ті, де  {\displaystyle \lambda } є коренем з одиниці, або, інакше кажучи, де {\displaystyle \lambda } є раціональним числом, кратним {\displaystyle \pi }.
Найпростіший приклад дробового числа, кратного {\displaystyle \pi }, це {\displaystyle \lambda ={\frac {\pi }{2}}}, що є єдиним випадком, для якого {\displaystyle \operatorname {tr} {\mathfrak {H}}=0}, що також визначається як кругове перетворення; геометрично це відповідає повороту на 180° навколо двох нерухомих точок.
Цей клас перетворень представляється у матричній формі наступним чином:
{\displaystyle {\begin{pmatrix}0&-1\\1&0\end{pmatrix}}.}
Є 3 представники, що фіксують {\displaystyle \{0,1,\infty \}}, які є  транспозиціями в групі симетрії цих 3 точок: {\displaystyle {\frac {1}{z}}}, що фіксує {\displaystyle 1} і міняє {\displaystyle 0} з {\displaystyle \infty } (поворот на 180° навколо точок {\displaystyle 1} і {\displaystyle -1}); {\displaystyle 1-z}, що фіксує {\displaystyle \infty } і міняє {\displaystyle 0} з {\displaystyle 1} (поворот на 180° навколо точок {\displaystyle {\frac {1}{2}}} і {\displaystyle \infty }); і {\displaystyle {\frac {z}{z-1}}}, що фіксує {\displaystyle 0} і міняє {\displaystyle 1} з {\displaystyle \infty } (поворот на 180° навколо точок {\displaystyle 0} і {\displaystyle 2}).

### Гіперболічні перетворення
Перетворення є гіперболічним, якщо воно може бути представлене матрицею {\displaystyle {\mathfrak {H}}}, слід якої є дійсним числом та задовольняє умову
{\displaystyle \operatorname {tr} ^{2}{\mathfrak {H}}>4.}
Перетворення є гіперболічним тоді і лише тоді, коли {\displaystyle \lambda } є  дійсним числом і {\displaystyle \lambda \neq \pm 1}.

### Локсодромні перетворення
Перетворення є локсодромним, якщо {\displaystyle \operatorname {tr} ^{2}{\mathfrak {H}}\notin [0,4]}. Перетворення є локсодромним тоді і лише тоді, коли {\displaystyle |\lambda |\neq 1}.
Історичнонавігація по локсодромі відноситься до шляху з постійним пеленгом; кінцевий шлях — це логарифмічна спіраль, схожа за формою на перетворення комплексної площини, яке відноситься до класу локсодромних перетворень Мебіуса.
Дивіться геометричні фігури нижче.

### Загальна класифікація
| Перетворення | Квадрат сліду | Множник                                                                      | Представник класу                                                                 | Представник класу |
| ------------ | ------------- | ---------------------------------------------------------------------------- | --------------------------------------------------------------------------------- | ----------------- |
| Колове       | σ = 0         | k = −1                                                                       | {\displaystyle {\begin{pmatrix}i&0\\0&-i\end{pmatrix}}}                           | z ↦ −z            |
| Еліптичне    | 0 ≤ σ < 4     | \|k\| = 1{\displaystyle k=e^{\pm i\theta }\neq 1}                            | {\displaystyle {\begin{pmatrix}e^{i\theta /2}&0\\0&e^{-i\theta /2}\end{pmatrix}}} | z ↦ eiθ z         |
| Параболічне  | σ = 4         | k = 1                                                                        | {\displaystyle {\begin{pmatrix}1&a\\0&1\end{pmatrix}}}                            | z ↦ z + a         |
| Гіперболічне | 4 < σ < ∞     | {\displaystyle k\in \mathbb {R} ^{+}}{\displaystyle k=e^{\pm \theta }\neq 1} | {\displaystyle {\begin{pmatrix}e^{\theta /2}&0\\0&e^{-\theta /2}\end{pmatrix}}}   | z ↦ eθ z          |
| Локсодромне  | σ ∈ C \ [0,4] | {\displaystyle \|k\|\neq 1}{\displaystyle k=\lambda ^{2},\lambda ^{-2}}      | {\displaystyle {\begin{pmatrix}\lambda &0\\0&\lambda ^{-1}\end{pmatrix}}}         | z ↦ kz            |

### Дійсний випадок та примітка щодо термінології
Над полем дійсних чисел (якщо коефіцієнти мають бути дійсними) не має негіперперболічних локсодромних перетворень, і тому класифікація розпадається на еліптичні, параболічні та гіперболічні перетворення, як для дійсних конічних перетинів.
Термінологія зумовлена розглядом половини абсолютного значення сліду {\displaystyle {\frac {|\operatorname {tr} |}{2}}} як ексцентриситету перетворення — ділення на {\displaystyle 2} коригує розмірність, тому тотожність має ексцентриситет рівний {\displaystyle 1} (з цієї причини {\displaystyle {\frac {\operatorname {tr} }{n}}} іноді використовується в якості альтернативи для сліду), і абсолютне значення коригує слід, визначаючись лише із точністю до коефіцієнта {\displaystyle \pm 1} через роботу в {\displaystyle \operatorname {PSL} }.
В якості альтернативи можна використовувати половину сліду в квадраті як представник для квадрата ексцентриситету, як це було зроблено вище;
ці класифікації (але не точні значення ексцентриситету, оскільки квадратура та абсолютні значення різні) мають місце для дійсних слідів, але не для комплексних слідів.
Та сама термінологія використовується й для класифікації елементів {\displaystyle \operatorname {PSL} (2,\mathbb {R} )} (двократне покриття), а аналогічні класифікації використовуються в інших випадках.
Локсодромні перетворення є по суті комплексним явищами і тому відповідають комплексним ексцентриситетам.

## Властивості
- Тотожне відображення {\displaystyle \ f(z)=z} також є дробово-лінійною функцією ({\displaystyle a=d=1,\;b=c=0}).
- Композиція функцій дробово-лінійних відображень також є дробово-лінійною функцією.
- Обернена функція до дробово-лінійної функції також є дробово-лінійною функцією.

Звідки слідує, що дробово-лінійні відображення утворюють групу відносно операції суперпозиції (група автоморфізмів сфери Рімана, також відома під назвою група Мебіуса).
Ця група є комплексно-тривимірною групою Лі.

## Геометричні властивості
- Дробово-лінійне відображення може бути представленим як суперпозиція зсуву, інверсії, повороту та розтягнення.

{\displaystyle f(z)={\frac {az+b}{cz+d}}=f_{4}\circ f_{3}\circ f_{2}\circ f_{1}(z),}
де
1. {\displaystyle \ f_{1}(z)=z+d/c} (зсув)
2. {\displaystyle \ f_{2}(z)=1/z} (інверсія та and відбиття відносно дійсної осі)
3. {\displaystyle \ f_{3}(z)=(-(ad-bc)/c^{2})\cdot z} (поворот та розтягнення)
4. {\displaystyle \ f_{4}(z)=z+a/c} (зсув)

- З цієї властивості слідує збереження кутів і кіл при дробово-лінійному відображенні, так як всі його складові є конформними. Маються на увазі кола на сфері Рімана, тобто до них крім звичайних кіл входять прямі.

- Для довільних трьох точок {\displaystyle \ z_{1},\;z_{2},\;z_{3}} існує єдине дробово-лінійне відображення, що переводить їх в задані три точки {\displaystyle \ w_{1},\;w_{2},\;w_{3}}. Воно буде мати вигляд:

{\displaystyle {\frac {(z_{1}-z_{3})(z_{2}-z)}{(z_{1}-z)(z_{2}-z_{3})}}={\frac {(w_{1}-w_{3})(w_{2}-w)}{(w_{1}-w)(w_{2}-w_{3})}}.}

## Перетворення одиничного кола
Перетворення Мебіуса є автоморфізмом одиничного кола {\displaystyle \ \Delta =\{z:|z|<1\}} тоді і тільки тоді, коли {\displaystyle a{\bar {b}}=c{\bar {d}}} та {\displaystyle {\frac {bc}{ad}}} належать напівінтервалу {\displaystyle [0,\;1)}.
Для сфери Рімана, так і для одиничного кола дробово-лінійними функціями вичерпуються всі конформні автоморфізми.
Автоморфізми одиничного кола утворюють дійсну-тривимірну підгрупу групи Мебіуса; кожний з яких виражається у вигляді:
{\displaystyle f(z)=e^{i\varphi }{\frac {z+\beta }{{\bar {\beta }}z+1}},\quad \beta \in \Delta ,\quad |e^{i\varphi }|=1.}

## Приклади
Важливим прикладом дробово-лінійної функції є перетворення Келі:
{\displaystyle W(z)={\frac {z-i}{z+i}}.}
Воно відображає верхню півплощину в одиничне коло.